# Yrkesförbud
Yrkesförbud är lagar eller förbud som innebär att en person är förbjuden att utöva ett eller flera yrken i offentlig tjänst. Om en person hindras att utöva ett yrke enbart för att densamme inte innehar rätt kompetens kallas det inte yrkesförbud. Det är av andra skäl än kompetens som en person eller en grupp beläggs med yrkesförbud, till exempel att en regim vill motverka eller hindra inflytande från någon politisk,  kulturell eller etnisk grupp. Skråväsendet innebar att endast medlemmar i en utvald grupp fick utöva ett yrke.